# ماسايوشي منابي
ماسايوشي منابي (21 أغسطس 1963 في اليابان - ) (بالكانا:まなべ まさよし) هو لاعب كرة طائرة ياباني. شارك في الألعاب الأولمبية الصيفية 1988.

## وصلات خارجية
- ماسايوشي منابي على موقع الاتحاد الأوروبي (الإنجليزية)
- ماسايوشي منابي على موقع عالم الكرة الطائرة (الإنجليزية)
- ماسايوشي منابي على موقع دوري الدرجة الأولى الإيطالي للكرة الطائرة - رجال (الإيطالية)
- ماسايوشي منابي على موقع أوليمبيديا (الإنجليزية)